# Notations de Boulez
Pour les articles homonymes, voir Notation.
Les Notations sont une œuvre pour piano de Pierre Boulez qui les a orchestrées secondairement.

## Notationspour piano
Les douze notations ont été écrites pour piano en 1945 alors que Boulez finissait son apprentissage auprès d'Olivier Messiaen. Il s'agit de courtes pièces, faisant chacune douze mesures, d'inspiration dodécaphonique. La création en a été faite le 12 février 1945 par Yvette Grimaud.
Les différents titres des parties sont : 
1. Fantasque - Modéré
2. Très vif
3. Assez lent
4. Rythmique
5. Doux et improvisé
6. Rapide
7. Hiératique
8. Modéré jusqu'à très vif
9. Lointain - Calme
10. Mécanique et très sec
11. Scintillant
12. Lent - Puissant et âpre

## Notationspour orchestre
Dès 1946, Boulez orchestre 11 Notations mais la partition n'est pas publiée, même s'il réemploie le matériel de deux  d'entre elles (les pièces 5 et 9) dans un mouvement (Première improvisation sur Mallarmé) de son Pli selon pli en 1958.
En 1980, Boulez compose une version amplifiée pour orchestre de quatre de ses notations, qu'il numérote de I à IV (reprenant ainsi la numérotation des pièces originales pour piano correspondantes). Ces quatre pièces sont indépendantes et peuvent être jouées dans n'importe quel ordre même si Boulez recommande celui I-IV-III-II permettant une alternance de rythme rapide et lent. L'œuvre est créé le 18 juin 1980 par l'orchestre de Paris sous la direction de Daniel Barenboim.  Son exécution demande environ une dizaine de minutes.
- Modéré, fantasque (Notations I)
- Rythmique (Notations IV)
- Très modéré (Notations III)
- Très vif, strident (Notations II)

Les Notations V-VIII sont commandées par l'orchestre symphonique de Chicago, mais seule la Notation VII, dotée de l'indication « Hiératique, lent », qui correspond à la pièce pour piano n° 7, est publiée en 1997.